# Nobu Kōda
Nobu Kōda (幸田延), née en 19 avril 1870 à Tokyo et morte le 14 juin 1946 dans la même ville, est une musicienne japonaise. Elle est l'une des premières étudiantes japonaises envoyées étudier en Europe au début de l'ère Meiji. À son retour au Japon, elle devient enseignante et joue un rôle majeur dans la diffusion de la musique occidentale au Japon.

## Biographie
Nobu Kōda naît à Tokyo, au Japon, en 1870 pendant la restauration de Meji. Étant la fille d'un samouraï, elle a privilège de découvrir les arts. À l'âge de 7 ans, elle étudie le koto et le shamisen. Plus tard, Nobu Kōda fait des études musicales au Tokyo College of Music où elle continue à étudier le koto et la musique occidentale. En 1889, elle part étudiée à la musique à l'étranger.

## Carrière
Après avoir étudier à l'étranger, Nobu Kōda reviens au Japon en 1895. Elle rentre au Tokyo College of Music où elle apporte son expertise de première main en musique occidentale. Elle devient la première compositrice japonaise à écrire le style occidental de la composition. Elle devient une figure d'autorité de la musique occidentale au Japon.